# Ţūlābī Harāsam
Ţūlābī Harāsam (persiska: طولابی, Ţūlābī, طولابی هراسم) är en ort i Iran.   Den ligger i provinsen Kermanshah, i den västra delen av landet, 500 km väster om huvudstaden Teheran. Ţūlābī Harāsam ligger 1 285 meter över havet och antalet invånare är 585.
Terrängen runt Ţūlābī Harāsam är kuperad åt sydost, men åt nordväst är den platt. Runt Ţūlābī Harāsam är det ganska tätbefolkat, med 60 invånare per kvadratkilometer. Närmaste större samhälle är Ḩomeyl, 6,6 km norr om Ţūlābī Harāsam. Trakten runt Ţūlābī Harāsam består till största delen av jordbruksmark.